# Joan el Geperut
Joan el Geperut (llatí: Flavius Ioannes)  (Silivri, segle V - segle VI) va ser un general i polític de l'Imperi Romà d'Orient.

## Biografia
Joan era natiu de Selimbria, actual Silivri a Turquia.
Entre els anys 492 i 499, va ser escollit com a magister militum praesentalis, encarregat, juntament amb Joan l'Escita, per l'emperador Anastasi I (r. 491–518) durant la guerra isàuria de 492–497. L'any 492 va ser un dels comandants de l'exèrcit romà durant la batalla de Cotièon i a l'any següent va obtenir una victòria clau contra els isauris després d'haver alliberat a l'exèrcit de Diogenià en Claudiòpolis. L'any 498, un any després de la victòria final sobre els isauris, Joan va capturar als últims dirigents enemics, Longí de Selinunt i Indes, i els va enviar a l'emperador.
Anastasi es va mostrar molt complagut amb la victòria i va premiar àmpliament als seus generals victoriosos: Joan l'Escita va ser nomenat cònsol el 498, mentre Joan Gibbo va ser consul sine collegis el 499.
Segons una història recollida per Procopi de Cesarea (Anècdotes, VI.5-9), Joan va sentenciar a l'oficial Justí a mort durant la guerra isàuria, però després d'un somni va decidir perdonar-li la vida. Després de la mort de Anastasi, Justí va ascendir el tron, governant fins a la seva mort el 527.